# 4 Plus TV
4 Plus (Marktauftritt 4+) ist ein überregionaler privater Werbesender aus der Schweiz, der seit 9. Oktober 2012 auf Sendung ist. Das Programm beinhaltet mehrheitlich Werbung. Am Morgen und Nachmittag wird auch Werbung mit Serien und Sendungen als Unterbrechung von 3 Plus TV (3+) ausgestrahlt.

## Organisation
Das Programm mit dem Markennamen 4+ wird vom Unternehmen 3 Plus TV Network AG hergestellt, das wiederum der 3 Plus Group AG gehört, der Trägerin der Fernsehkonzession. Dem Verwaltungsrat der 3 Plus Group AG gehören an: Dominik Kaiser als Verwaltungsratspräsident sowie Walter Häusermann (ehemals Leiter Finanzcontrolling bei Swatch Group sowie in Führungspositionen bei verschiedenen Unternehmen), Martin Spieler (Chefredakteur der SonntagsZeitung, zuvor der Handelszeitung) und seit September 2008 Helmut Thoma (ehemaliger Geschäftsführer von RTLplus Deutschland Fernsehen GmbH & Co. KG). Der Sitz des Senders befindet sich in Schlieren bei Zürich, wobei 4 Plus keine eigenen Studios unterhält.
Im August 2012 kündigte die 3 Plus Group AG an, im Herbst 2012 ein zweites Programm zu starten. Es ist seit dem 9. Oktober 2012 unter dem Namen 4+ zunächst ausschließlich für Kunden des Kabelnetzbetreibers UPC Cablecom (heute Sunrise) empfangbar und legt den Programmschwerpunkt auf Blockbuster-Spielfilme. Zielgruppe ist wie bei 3+ das 15- bis 49-jährige Fernsehpublikum.

## Programm

4+ HD

Das ausschließlich hochauflösend ausgestrahlte Programm des Fernsehprogramms beinhaltet hauptsächlich Blockbusterfilme. So werden ehemalige Kinohits als Free-TV-Premieren gezeigt. Dazu kommen Actionstreifen, Krimiserien, Fantasy-Abenteuer und Komödien.

## Empfang
4+ ist seit dem Senderstart ausschliesslich bei Sunrise und einigen lokalen Anbietern empfangbar. Im analogen Kabelnetz übernahm 4+ den Sendeplatz vom SWR Fernsehen, im Digitalen den Sendeplatz 15. Online kann 4+ über Zattoo Schweiz empfangen werden, sowie im IPTV-Paket bei Swisscom TV.
Ergänzt wird das Programm durch ein Online-Angebot, das bei oneplus.ch oder teleboy.ch verfügbar ist.